# Kácsi vár
A kácsi vár vagy tibolddaróci vár (korábban helytelenül: Örsúr vagy Örösúr vára) mára elpusztult vár a Bükk-vidék hegységben, Kács közelében.

## Elhelyezkedése
A vár a Kács–Tibolddaróc műúttól alig száz méterre, a Vár-hegy északi oldalán, egy kb. 26 méter átmérőjű, kör alakú meredek kiszögellésen fekszik. A falut és a középkorban is erre haladó utat kiválóan be lehet látni a helyről, az út ráadásul itt egy kis szorosba kényszerül a Vár-hegy és a vele szemben lévő domb között.

## Története
A várat korábban az Anonymus által emlegetett Örsúr nemzetség várával azonosították. Ma Örsúr várát inkább a közeli Sály mellett fekvő Latorvár közelében azonosítják, mely a nemzetség másik, valószínűleg fontosabb központja volt. A nemzetség monostora is Kácson állt. Kács vára csak a nemzetség több ágra szakadása után épült és annak Daróci-ágának birtokában volt. Daróczi Tibold és fiai az 1340-es években szerezték meg Darócot és vélhetően az ahhoz tartozó várat is. A nemzetség hamarosan – a régészeti leletek tanúsága alapján – elszegényedett, anyagi erejük kevés volt a lakótorony modern várrá alakításához. A várat a 14. században elhagyták, bár bizonyos részeit még a 18. században is használták.

## Feltárása
A várhegy szintvonalas felmérését Sándorfi György készítette. A vár területén Parádi Nándor végzett feltárásokat 1967–68-ban. Ekkor a növényzettől és kőtörmeléktől megtisztított területen egy négyzet alaprajzú, vastag falú lakótorony alapjai kerültek napvilágra. A torony oldalában 6–7 méter széles területet is feltártak, ahol cseréptöredékeket, vaskulcsot, egyéb vastárgyakat (patkótöredékek, kardhüvely vázának elemei) és kőmozsár darabjait találtak. A leletek többsége a 13. századi budai várban talált emlékekkel mutat közeli hasonlóságot. A torony keleti és nyugati oldalán egy-egy kutatóárkot ástak, melyekkel az egykori várárkot és sáncot tárták fel.

## Leírása
Kács kis kiterjedésű vára egyetlen lakótoronyból és az azt övező kör alakú árokból és sáncból állt, várfala nem volt. A sziklára alapozott lakótorony 10x10 méteres alapterületű, falai 2,5 méter szélesek, vagyis belső területe mindössze 5x5 méter. A közelben fejtett szabálytalan alakú kövekből állt, melyeket habarcs fogott össze. Az omladék között 1–2,3 méter magasságig álltak falai, a fennmaradt részeken ajtó nem volt. A torony belsejéből kevés Árpád-kori cseréplelet (főleg fazekak darabjai) került elő, a törmelék között pedig 17–18. századi kerámiatöredékek is voltak, ami arra utal, hogy legalább a földszinti helyiség a 18. század elején még használatban volt.
Az árok a meredek hegyoldal felől sekély volt, ám a nyugati részén mélysége a 6 métert is meghaladta. Falait függőlegesen vágták a sziklába. 